# 아메노히와시노카미
아메노히와시노카미(天日鷲神, あめのひわしのかみ)는 일본 신화에 등장하는 신이다. 「일본 서기」나 「고고 슈위」에 등장하는 신이다. 아와 국을 개척하고 곡마를 심어 방적 사업을 창시 한 아와 국의 기부 씨의 조신이다.